# Антмен и Оса
Антмен и Оса (енгл. Ant-Man and the Wasp) је амерички научнофантастични суперхеројски филм из 2018. године, редитеља Пејтона Рида, а по сценарију Криса Макене, Ерика Самерса, Пола Рада, Ендруа Барера и Гејбријела Ферарија на основу Марвеловог стрипа о суперхероју Антмену аутора Стена Лија, Ларија Либера и Џека Кирбија и наставак филма Антмен из 2015. године. Продуцент филма је Кевин Фајги. Музику је компоновао Кристоф Бек. Ово је двадесети наставак у серији филмова из Марвеловог филмског универзума.
Насловне улоге тумаче Пол Рад и Еванџелин Лили као Антмен] и Оса, док су у осталим улогама Мајкл Пења, Волтон Гогинс, Боби Канавали, Џуди Грир, Тип Харис, Дејвид Дастмалчијан, Хана Џон Кејмен, Аби Рајдер Фортсон, Рендал Парк, Мишел Фајфер, Лоренс Фишберн и Мајкл Даглас. Филм је сниман од августа до новембра 2017. у Атланти, Сан Франциску, Џорџији и Хавајима.
Светска премијера филма је одржана 25. јуна 2018. у Лос Анђелесу, док је у филм америчким биоскопима издат 6. јула исте године. Добио је позитивне критике критичара, који су нарочито похвалили глуму и хумор, а филм је остварио комерцијални успех са зарадом од 622 милиона долара широм света. Наставак, Антмен и Оса: Квантуманија премијерно је приказан 2023. године.

## Радња
Две године након што је ухапшен због кршења Соковијског протокола Скот Ланг броји дане до окончања кућног притвора. Хенк Пим и његова ћерка, Хоуп ван Дајн, успеју да отворе квантни тунел на тренутак. Они верују да је Џенет ван Дајн, Хенкова жена и Хоупина мајка, још увек жива након што је остала заробљена у квантној реалности током мисије у 1987. години. Након што је и сам био заробљен у квантној стварности, Ланг је остао повезан са ван Дајновом, а да тога није ни свестан те добија поруку од ван Дајн која му остаје у сећању.
Ланг контактира Пима, сада бегунца због поседовања технологије која крши Соковијски протокол, како би га обавестио за поруку коју му је оставила ван Дајн иако је изгубио контакт са Пимом и Хоуп ван Дајн након акције у којој је учествовао са Осветницима. Ван Дајн и Пим киднапују Ланга, остављајући уместо њега мрава наученог да опонаша његову свакодневну рутину да агент Џими Ву не би посумњао ништа. Убеђени да је Џенет жива, трио покушава да стабилизује квантни тунел довољно дуго да Џенет побегне. Џенет организује састанак са шверцером Сонијем Бурчом, како би дошла до свих неопходних делова. Бурч схвата колико је Пимово истраживање важно и превари ван Дајнову. Ван Дајн у оделу Осе отима кофер са деловима од Бурча, али је напада приказа нестабилне густине. Када Ланг покуша да јој помогне у борби са Духом, она бежи са украденом лабораторијом Хенка Пима која је смањена на величину кофера.
Пим се одлучи да се посаветује са бившим колегом, Билом Фостером. Фостер им помогне да лоцирају лабораторију, где они налазе Духа који им се представља као Ејва Стар. Њен отац, Елијас Стар, радио је са Хенком Пимом и његовим тимом, погинуо је заједно са њеном мајком док је она остала трајно нестабилне специфичне масе и у великим боловима. Фостер, Старин партнер, открива да је једини начин да се Ејва залечи црпећи енергију коју је Џенет ван Дајн већ прикупила у квантној стварности. Верујући да ће то дефинитивно убити Џенет, Пим организује бекство са Хоуп, Лангом и лабораторијом.
Тим успе да стабилизује тунел. Ван Дајнова их контактира кроз Ланга и даје им тачну локацију где је могу наћи, уједно их упозоравајући да имају тек пар сати да је пронађу пре него се простор квантне стварности смакне за време од неколико векова у односу на реални простор. Уз серум истине, Бурч сазнаје где је лабораторија од Ланговог сарадника, Луиса. Луис упозори Ланга да је Бурч сазнао њихову локацију и да је алармирао своју везу у ФБИ-у. Ланг јури кући како би избегао продужење казне због непоштовања кућног притвора. Пим и Хоуп ван Дајн су ухапшени од стране ФБИ-а те лабораторију краде Ејва.
Ланг помаже Пиму и ван Дајн да побегну из притвора. Они заједно проналазе лабораторију, што даје шансу Пиму да уђе у квантни тунел док Антмен и Оса одвлаче пажњу Стар, Бурчу и федералцима. Ејва покуша да одузме енергију Џенет ван Дајн, али је Ланг и Хоуп спрече у томе. Луис, Дејв и Курт помогну да се Бурч и његови људи задрже. Џенет ван Дајн напушта квантну стварност и дели део своје енергије са Стар што је накратко стабилизује.
Ланг се враћа кући где га Ву ослобађа кућног притвора. Еја Стар и Бил Фостер се скривају од јавности. У завршним сценама, Пим, Хоуп, Џенет и Ланг отварају квантни тунел како би Ланг прикупио честице квантне реалности неопходне за излечење Старове. Док је Ланг у квантној стварности, остало троје нестају са крова зграде на ком су се налазили.

## Улоге
| Глумац              | Улога               |
| ------------------- | ------------------- |
| Пол Рад             | Скот Ланг / Антмен  |
| Еванџелин Лили      | Хоуп ван Дајн / Оса |
| Мајкл Пења          | Луис                |
| Волтон Гогинс       | Сони Берч           |
| Боби Канавали       | Пекстон             |
| Џуди Грир           | Меги                |
| Тип Харис           | Дејв                |
| Дејвид Дастмалчијан | Курт                |
| Хана Џон Кејмен     | Ејва Стар / Дух     |
| Аби Рајдер Фортсон  | Касандра Ланг       |
| Рендал Парк         | Џими Ву             |
| Мишел Фајфер        | Џанет ван Дајн      |
| Лоренс Фишберн      | Бил Фостер          |
| Мајкл Даглас        | Хенк Пим            |